# Wilbur Olin Atwater

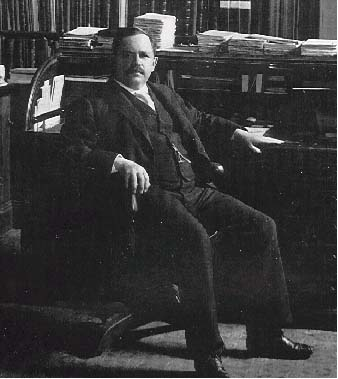
Wilbur Olin Atwater, um 1900

Wilbur Olin Atwater (* 3. Mai 1844 in Johnsburg, New York; † 22. September 1907 in Middletown, Connecticut) war ein US-amerikanischer Chemiker. Er war ein Begründer der Ernährungswissenschaft. Außerdem lieferte er wesentliche Beiträge zur Agrikulturchemie.

## Leben
Atwater war der Sohn von William Warren Atwater (1814–1878), eines Pfarrers der Bischöflichen Methodistenkirche, und dessen Frau Eliza J. Barnes (1813–1879). Er studierte an der University of Vermont, an der Wesleyan University und an der Yale University. 1869 wurde er an der Yale University in Agrikulturchemie zum Ph.D. promoviert. Weitere Studien führten ihn von 1869 bis 1871 nach Leipzig und Berlin.
Atwater war Direktor der Agricultural Experiment Station an der Wesleyan University in Middletown, Connecticut. Er arbeitete an der East Tennessee University und war von 1873 bis 1907 Professor für Chemie an der Wesleyan University.
Ein Forschungsgebiet von ihm war die Bestimmung des Energieinhalts von Nahrungsstoffen (Atwater-System). Hier entwickelte er gemeinsam mit Edward Bennett Rosa und Francis Gano Benedict ein Atem-Kalorimeter. 1882/83 führte ihn eine Forschungsreise nach Europa, unter anderem nach München. Die hier gewonnenen Einsichten waren wesentlich für seine Entdeckungen auf diesem Forschungsgebiet.
Atwater war seit 1874 mit Marcia Ann Woodward (1851–1932) verheiratet, mit der er die Tochter Helen (1876–1947) und den Sohn Charles (1885–1946) hatte. Der US-amerikanische Diplomat Peter W. Galbraith ist sein Urenkel. Atwaters Grab befindet sich auf dem Indian Hill Cemetery seines letzten Wohnorts Middletown.

## Auszeichnungen
- 1898: Elliott-Cresson-Medaille
- seit 1960: Namensgeber für den Atwater Hill auf der Lavoisier-Insel in der Antarktis.

## Werke
- The chemical composition of American food materials. GPO 1899.
- mit F. G. Benedict: Experiments on the Metabolism of Matter and Energy in the Human Body 1898–1900. GPO 1902.
- mit F. G. Benedict: A Respiration Calorimeter with Appliances for the Direct Determination of Oxygen. The Carnegie Institution of Washington, Washington, D. C. 1905.
- Principles of nutrition and nutritive value of food. US Department of Agriculture, 1910.